# The Untamed (film 1917)
The Untamed è un cortometraggio muto del 1917 diretto da Lucius Henderson.

## Produzione
Il film fu prodotto dall'Universal Film Manufacturing Company (come Star Featurette).

## Distribuzione
Distribuito dall'Universal Film Manufacturing Company, il film - un cortometraggio in due bobine - uscì nelle sale cinematografiche statunitensi il 9 agosto 1917.